# Przyborze (Poméranie-Occidentale)
Pour les articles homonymes, voir Przyborze.
Przyborze (prononciation: [pʂɨˈbɔʐɛ]) est un village de Pologne, de la Voïvodie de Poméranie occidentale, Powiat de Łobez, gmina de Łobez. Il est situé à environ 7 km de Łobez, à l'est de la rivière du Rega.

## Histoire
Des documents mentionnent Przyborze pour la premiere fois au XVIe siècle. Du Moyen Âge jusqu’au XIXe siècle, le village appartient à la famille Borck. Jusqu’en 1945 et la fin de l’occupation allemande, le village appartient à la famille Rohnschneider. De 1975 à 1998, Przyborze fait partie de l’Administration territoriale de la Voïvodie de Szczecin.

## Géographie

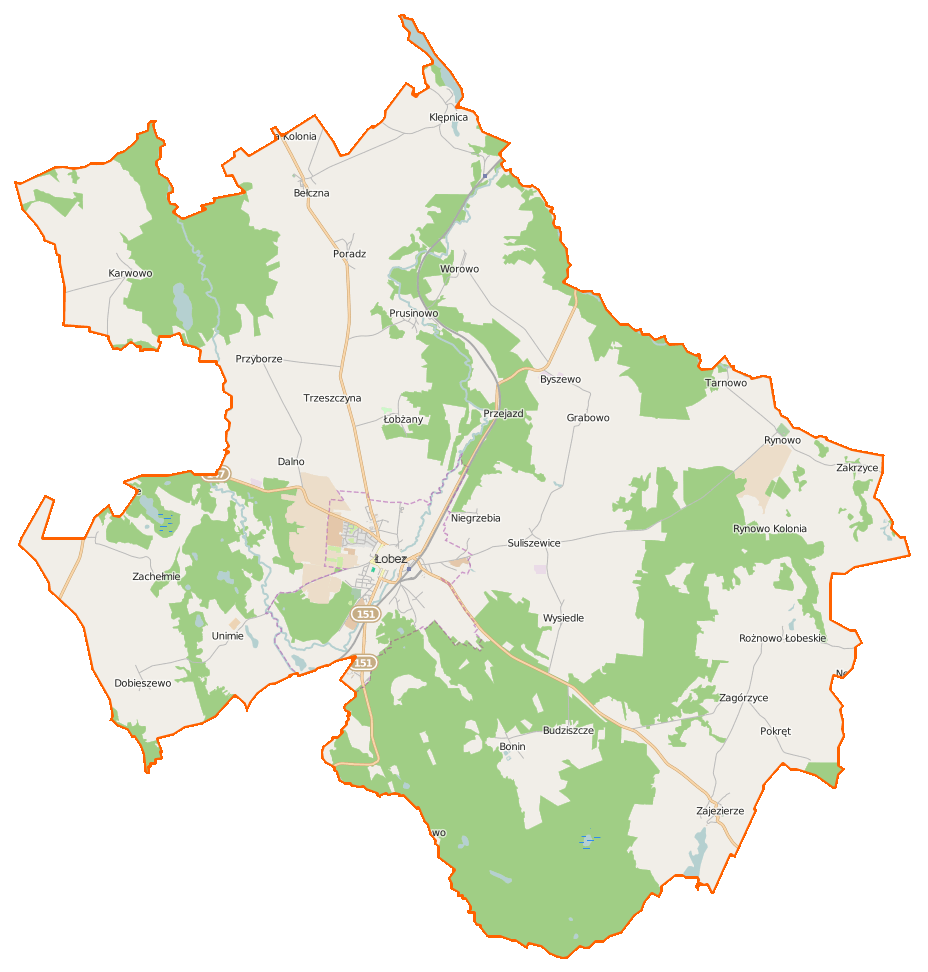
Carte de la gmina de Łobez.